# Pierre L. G. Benoit
Pierre L. G. Benoit (abreviado Benoit) fue un aracnólogo belga, nacido en 1920 y fallecido en 1995.
Era un especialista en las arañas del África subsahariana.

## Taxones descritos
| - Afrofilistata - Anophthalmoonops thoracotermitis - Anophthalmoonops - Caecoonops - Hersilia baforti - Hersilia clarki - Hersilia sigillata - Hypnoonops lejeunei - Hypnoonops - Ischnothyrella jivani - Lathrothele - Lionneta - Lisna trichinalis - Oecobius achimota | - Oecobius idolator - Oecobius tibesti - Oonops caecus - Oonops erinaceus - Patri david - Prida sechellensis - Rhagodessa cloudsleythompsoni - Sahastata - Silhouettella - Termitoonops - Tetrablemma helenense - Zyngoonops clandestinus - Zyngoonops |